# 中田洋介
中田 洋介（なかた ようすけ、1981年9月15日 - ）は、岩手県大船渡市出身の元サッカー選手、サッカー指導者、高校教諭。ポジションはディフェンダー、もしくはミッドフィールダー。

## 来歴
岩手県大船渡市に生まれ、小学3年生の時に地元の大船渡三陸FCに入団しサッカーを始める。
1997年に岩手県立大船渡高等学校入学。小笠原満男は高校時代の2学年先輩にあたる。3年次に地元岩手で開かれた高校総体にチームのキャプテンとして出場した。第78回全国高等学校サッカー選手権大会にも出場したが1回戦で中山元気、高松大樹擁する多々良学園に敗れた。
高校卒業後は、駒澤大学へ進学。1年先輩の巻誠一郎や深井正樹、同学年の橋本早十らと供に数多くの大学タイトルを獲得。4年次にはキャプテンとして関東大学リーグMVPに輝き、ユニバシアード代表入りも果たした。
大学卒業後2004年にベガルタ仙台入団。1年目からレギュラーに定着。2005年には当時監督だった都並敏史に右サイドバックにコンバートされ新境地を開いた。しかし2007年に出場機会が激減、同年を以って戦力外となり、2008年横浜FCへ移籍。リーグ戦28試合に出場するも、同年シーズン終了を以って戦力外となり、1年でチームを去った。
2009年からグルージャ盛岡（現：いわてグルージャ盛岡）に入団し2年間主将を務め、2010年シーズン終了をもって現役引退した。引退後はサッカー指導やスポーツジャーナリストをしていたが、東日本大震災を経験して教師を志望し、富士大学にて保健体育の教員免許を取得した。
2014年より大船渡高校の教員となった。2017年より高校の恩師の斎藤重信が勤める盛岡商業高校に赴任、2018年より同校サッカー部の監督を務めている。

## 所属クラブ
- 1994年-1996年　大船渡中学校
- 1997年-1999年　大船渡高校[1]
- 2000年-2003年　駒澤大学[1]
- 2004年-2007年　ベガルタ仙台
- 2008年 横浜FC
- 2009年-2010年 グルージャ盛岡
- 2012年- 盛岡ゼブラ

## 個人成績
| 国内大会個人成績 | 国内大会個人成績 | 国内大会個人成績 | 国内大会個人成績 | 国内大会個人成績 | 国内大会個人成績 | 国内大会個人成績 | 国内大会個人成績 | 国内大会個人成績 | 国内大会個人成績 | 国内大会個人成績 | 国内大会個人成績 |
| 年度             | クラブ           | 背番号           | リーグ           | リーグ戦         | リーグ戦         | リーグ杯         | リーグ杯         | オープン杯       | オープン杯       | 期間通算         | 期間通算         |
| 年度             | クラブ           | 背番号           | リーグ           | 出場             | 得点             | 出場             | 得点             | 出場             | 得点             | 出場             | 得点             |
| 日本             | 日本             | 日本             | 日本             | リーグ戦         | リーグ戦         | リーグ杯         | リーグ杯         | 天皇杯           | 天皇杯           | 期間通算         | 期間通算         |
| ---------------- | ---------------- | ---------------- | ---------------- | ---------------- | ---------------- | ---------------- | ---------------- | ---------------- | ---------------- | ---------------- | ---------------- |
| 2001             | 駒大             | 11               | -                | -                | -                | -                | -                |                  |                  |                  |                  |
| 2002             | 駒大             | 8                | -                | -                | -                | -                | -                |                  |                  |                  |                  |
| 2003             | 駒大             |                  | -                | -                | -                | -                | -                | 1                | 0                | 1                | 0                |
| 2004             | 仙台             | 14               | J2               | 26               | 0                | -                | -                | 1                | 0                | 27               | 0                |
| 2005             | 仙台             | 14               | J2               | 23               | 0                | -                | -                | 1                | 0                | 24               | 0                |
| 2006             | 仙台             | 14               | J2               | 31               | 0                | -                | -                | 2                | 0                | 33               | 0                |
| 2007             | 仙台             | 14               | J2               | 7                | 0                | -                | -                | 1                | 0                | 8                | 0                |
| 2008             | 横浜FC           | 8                | J2               | 28               | 0                | -                | -                | 1                | 0                | 29               | 0                |
| 2009             | 盛岡             | 5                | 東北1部          | 12               | 2                | -                | -                | 1                | 2                | 13               | 4                |
| 2010             | 盛岡             | 5                | 東北1部          | 14               | 2                | -                | -                | 2                | 2                | 16               | 4                |
| 2012             | 盛岡Z            | 23               | 東北1部          | 1                | 0                | -                | -                | -                | -                | 1                | 0                |
| 通算             | 日本             | 日本             | J2               | 115              | 0                | -                | -                | 6                | 0                | 121              | 0                |
| 通算             | 日本             | 日本             | 東北1部          | 27               | 4                | -                | -                | 3                | 4                | 30               | 8                |
| 通算             | 日本             | 日本             | 他               | -                | -                | -                | -                | 1                | 0                | 1                | 0                |
| 総通算           | 総通算           | 総通算           | 総通算           | 142              | 4                | -                | -                | 10               | 4                | 152              | 8                |

- Jリーグ初出場 - 2004年3月27日 vsコンサドーレ札幌[1]

## 代表歴
- 2003年 ユニバーシアードサッカー日本代表

## 獲得タイトル

### チーム
- 全日本大学サッカー選手権 (2001年)
- 総理大臣杯全日本大学サッカートーナメント (2002年、2003年)
- 関東大学サッカーリーグ戦 (2002年、2003年)
- 東北社会人サッカーリーグ1部 (2009年、2010年)

### 個人
- 関東大学サッカーリーグ戦MVP (2003年)

### 代表
- ユニバーシアードサッカー競技 (2003年)

## 出演

### テレビ番組
- GO!GO!!GRULLA（2009年4月 - 10月、岩手めんこいテレビ） - 2009年度番組ナレーター
- らどんぱ!（2011年10月 - 2014年3月、テレビ岩手）

### ラジオ番組
- GRULLA クルージャ!（2010年4月 - 12月、エフエム岩手）
- 行くJ!グルージャ（2011年 - 2013年、エフエム岩手）
- 中田洋介のみちのくスポーツ魂〜Power of Sports〜（2011年 - 2012年、エフエム仙台・エフエム岩手）

### CM
- 岩手スポーツマガジンStandard（2010年）